# Свјатополк II Изјаславич
Свјатополк II Изјаславич (1050 — Вишгород, 16. април 1113) био је велики кнез Кијевске Русије од 1093. године до своје смрти.

## Детињство и младост
Свјатополк је био син Изјаслава Јарославича, кијевског кнеза. Крштено име било му је Михаило (рус. Михаил). Током живота свога брата Јарополка Изјаславича, Свјатополк није сматран за потенцијалног наследника кијевског престола. Због тога је 1069. године послат у Полоцк кога је од Всеслава од Полоцка преотео његов отац. Године 1078. добија на управу Новгород у коме ће се задржати десет година. Након смрти свога брата, наследио је Туров.

## Владавина
Всеволод Јарославич (Изјаславов брат) умире 1093. године. Свјатополка су принчеви признали за владара Кијевске Русије. Всеволодов син Владимир није био задовољан одлуком принчева јер је сматрао да престо припада њему. Свјатополк је обновио цркву Светог Михајла у Кијеву која је позната по златном крову који се одржао до днас. Монах Нестор је записао Повест минулих лета током Свјатополкове владавине.
Свјатополк је био ожењен чешком принцезом, вероватно ћерком Збигњева II Пшемисла. Имали су троје деце:
- Збислава Кијевска - удата за Болеслава III Пјаста.
- Предислава - удата за хрватског принца Алмоша, брата краља Коломана.
- Јарослав - владар Волиња

Свјатополк се по други пут оженио 1094. године Оленом, ћерком Тугор Кана. Имали су петоро деце:
- Ана - удата за владара Чернигова
- Марија - удата за Петра, владара Вроцлава
- Брачислава - удата за владара Полоцка
- Изјаслав - принц Турова

## Породично стабло
|  |                             |  |  |  |  |  |  |  |  |  |  |  |  |  |  |  |
|  | 2. Изјаслав I Јарославич    |  |  |  |  |  |  |  |  |  |  |  |  |  |  |  |
|  |                             |  |  |  |  |  |  |  |  |  |  |  |  |  |  |  |
|  |                             |  |  |  |  |  |  |  |  |  |  |  |  |  |  |  |
|  | 1. Свјатополк II Изјаславич |  |  |  |  |  |  |  |  |  |  |  |  |  |  |  |
|  |                             |  |  |  |  |  |  |  |  |  |  |  |  |  |  |  |
|  |                             |  |  |  |  |  |  |  |  |  |  |  |  |  |  |  |
|  | 3. Гертруда од Пољске       |  |  |  |  |  |  |  |  |  |  |  |  |  |  |  |
|  |                             |  |  |  |  |  |  |  |  |  |  |  |  |  |  |  |
|  |                             |  |  |  |  |  |  |  |  |  |  |  |  |  |  |  |